# بيدرو بالما
بيدرو بالما (بالبرتغالية: Pedro Palma‏) هو صحفي برازيلي، ولد في 1967 في ريو دي جانيرو في البرازيل، وتوفي في 13 فبراير 2014.